# Anello di diamante

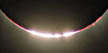
L'effetto anello di diamante.

In astronomia, l'effetto anello di diamante è il nome che si dà al fenomeno naturale ottico-luminoso che avviene nella corona solare, in prossimità del bordo lunare, della durata di alcuni secondi, durante un'eclissi solare totale visto dalla Terra, nel secondo e nel terzo contatto visivo.
L'effetto "diamante" è costituito da un grande e suggestivo grano di Baily; da un osservatore terrestre l'eclissi appare come se ci fosse un "anello" (in sintesi è la corona solare visibile dall'occhio umano durante la totalità dell'eclissi solare), con un grande scintillio di "diamante" (cioè il brillamento stesso). Come per i grani di Baily, il brillamento "anello di diamante" non è assolutamente da confondersi con un brillamento solare (o flare), quest'ultimo fenomeno che avviene invece sulla superficie del sole ed è di tutt'altra causa e di tutt'altra caratteristica.
I generici brillamenti di Baily lungo il bordo lunare che avvengono durante l'eclissi solare totale, sono dovuti esclusivamente a delle irregolarità del bordo lunare, dove la luce solare riesce ad oltrepassare alcune zone di mari e crateri mentre in altre zone no. Ne derivano piccoli brillamenti di luce detti grani di Baily, dei quali il più grande è detto appunto il "diamante". In alcuni casi, oggi prevedibili con calcoli matematici, è possibile sapere dove e quando si vedrà il "diamante", e cioè attraverso quali grandi fenditure e increspature del bordo tra la faccia visibile e la faccia nascosta della Luna (al netto della librazione lunare), come, ad esempio, le grandi vallate lunari del Mare Orientale o il Mare Humboldtianum, ma comunque dipendenti anche dalla posizione del punto di osservazione sul suolo terrestre. Il termine non appartiene alle "eclissi" solari artificiali, cioè quelle prodotte attraverso gli studi della corona solare con i recenti telescopi astronomici provvisti di coronografo, costituito un disco artificiale oscurante di forma circolare perfetta, che non produce quindi né "diamanti" né grani di Baily.
Nell'arte pittorica, secondo alcune interpretazioni, la prima volta che fu dipinto su tela un "anello di diamante" fu nel 1735, nell'opera La Visione di San Benedetto, del pittore tedesco Cosmas Damian Asam, e conservata nell'abbazia di Weltenburg in Baviera e dove il grande brillamento di luce di un'eclissi solare colpisce il santo stesso.